# 唐金龙
唐金龙（1912年—1967年），原名林忠，湖北省汉川人，中国人民解放军将领、中国人民解放军开国少将。
1934年加入中国共产党，曾任中国人民志愿军1军副军长。1955年，授予中国人民解放军少将。